# Eryngium articulatum
Eryngium articulatum är en flockblommig växtart som beskrevs av William Jackson Hooker. Eryngium articulatum ingår i släktet martornar, och familjen flockblommiga växter. Inga underarter finns listade i Catalogue of Life.